# Ulfanderssonita-(Ce)
La ulfanderssonita-(Ce) és un mineral de la classe dels silicats.

## Característiques
La ulfanderssonita-(Ce) és un silicat de fórmula química (Ce15Ca)Σ16Mg₂(SiO₄)10(SiO₃OH)(OH,F)₅Cl₃. Es tracta d'un nou tipus d'estructura, amb una combinació única d'elements, sent l'únic clorur silicat natural conegut amb ceri, calci i magnesi, tot i que és similar al encara sense anomenar UM2007-39-SiO: ClFHMgREE. Cristal·litza en el sistema monoclínic. Va ser aprovada com a espècie vàlida per l'Associació Mineralògica Internacional l'any 2016. L'exemplar que va servir per a determinar l'espècie, el que es coneix com a material tipus, es troba conservat a les col·leccions mineralògiques del departament de geociències del Museu Suec d'Història Natural, amb el número de col·lecció NRM 20010323.

## Formació i jaciments
Va ser descoberta a la mina Malmkärra, una antiga mina de ferro i ceri situada entre Fagersta i Norberg, al costat nord del llac Sant Malmtjärn, al comtat de Västmanland, a Suècia. Es tracta de l'únic indret on ha estat trobada aquesta espècie mineral.